# FC Blau-Weiß Leipzig

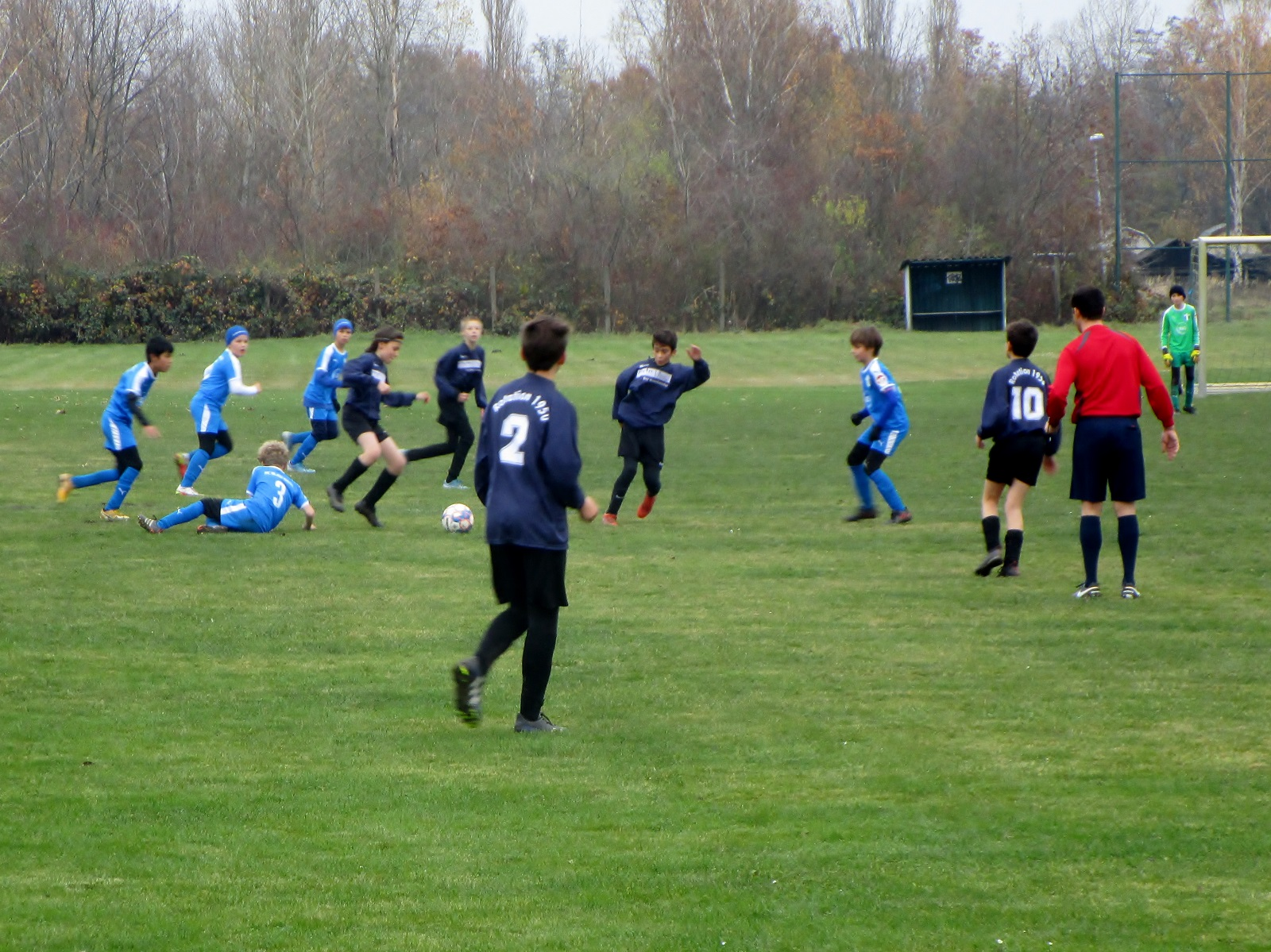
Fußballspiel FC Blau Weiß gegen Rotation 1950 (Schülermannschaften)

Der FC Blau-Weiß Leipzig ist ein Fußballverein aus Leipzig-Kleinzschocher. Er ging aus einer Fusion zwischen dem VfK Blau-Weiß Leipzig, TuB Leipzig und dem Leipzig United FC hervor. Der Verein bietet die Sportarten Fußball, Wandern, Aerobic und Kraftsport an. Die Fußballabteilung des Clubs nutzt das 3500 Zuschauer fassende Stadion der Freundschaft und die Kurt-Kresse-Kampfbahn. Beide Sportanlagen befinden sich im Stadtteil Kleinzschocher.

## Abteilung Fußball
Der Vorgängerverein des heutigen FC Blau-Weiß Leipzig wurde im Jahr 1911 aus dem 1892 entstandenen Turnverein des AV Leipzig unter der Bezeichnung VfK Südwest Leipzig gegründet. Der Arbeiterverein trat bis 1933, im Gegensatz zum Dresdner SV 1910 und dem VfL Leipzig-Südost, nur kurzzeitig in Sachsen in Erscheinung.
Größter Erfolg des VfK war das Erreichen der Endrunde um die Meisterschaft des Arbeiter-Turn- und Sportbundes, in der die Leipziger im Halbfinale der Spielzeit 1931/32 der FT Cottbus 93 im Halbfinale mit 3:4 unterlagen. Analog zu anderen Arbeiterclubs wurde auch der VfK Südwest mit der Machtergreifung der Nationalsozialisten im Jahr 1933 aufgelöst. Nach 1945 wurde anstelle des aufgelösten VfK die BSG Motor Südwest Leipzig gegründet. Die Betriebssportgemeinschaft (BSG) spielte im DDR-Fußball keine Rolle und erreichte nicht einmal das Niveau der drittklassigen Bezirksliga. Die größten Erfolge waren die Kreismeisterschaften von 1973 und 1984.
Nach der deutschen Wiedervereinigung und dem Zusammenbruch des BSG-Systems gründeten BSG-Mitglieder am 20. Mai 1990 den früheren Verein VfK Südwest Leipzig neu. Am 18. Juni 1990 fusionierte der VfK mit dem SV Blau-Weiß Leipzig (ehemals BSG Baukombinat Leipzig) zum VfK Blau-Weiß Leipzig. Am 1. Februar 1999 gründete die 5. Herrenmannschaft des VfK Blau-Weiß Leipzig den Fußballverein Roter Stern Leipzig in Connewitz. Nachdem 2005 der Aufstieg in die Bezirksliga Leipzig gelungen war, stieg der VfK 2008 in die sechstklassige Sachsenliga auf. Zur Saison 2011/12 trat die Landesliga-Mannschaft geschlossen zur BSG Chemie Leipzig über und verhalf dem Zehntligisten aus Leipzig-Leutzsch dadurch zum Aufstieg in die Landesliga.
Die zweite Mannschaft des VfK Blau-Weiß, die in der achtklassigen Stadtliga Leipzig spielte, wurde zur ersten Mannschaft. 2016 stieg der VfK Blau-Weiß Leipzig in die siebtklassige Landesklasse auf. Im Juni 2017 fusionierte der VfK Blau-Weiß mit den Vereinen TuB Leipzig und Leipzig United F.C. zum FC Blau-Weiß Leipzig. 2019 gelang der Aufstieg in die Sachsenliga, aus der die Mannschaft jedoch 2023 wieder abstieg. Nach der Saison 2023/24 zog der Verein seine Mannschaft aus der Landesklasse zurück und trat eine Liga tiefer an. 

## Erfolge
- Teilnahme an der Endrunde der Meisterschaft des ATSB: 1931/32 (Halbfinale)

## Spieler
- Sebastian Albert, Juniorennationalspieler und Zweitligaspieler bei Hansa Rostock, begann 1996 seine Laufbahn als Fußballspieler beim VfK.
- Matthias Kühne, Profifußballer bei MSV Duisburg und FC Carl Zeiss Jena, spielte in der Jugend beim VfK.